# François Konrady
François Konrady, né le 4 juin 1930 à Freyming-Merlebach (Moselle) et mort le 2 mars 2019 à Forbach, est un footballeur professionnel français. 
Il a notamment joué inter (1,75 m, 74 kg) pour l'US Forbach (période professionnelle) et le SO Merlebach, et a passé trois saisons à l'Olympique lyonnais (OL).
Il a marqué 10 buts avec l'OL (3 en Division 1, 5 en Division 2, et 2 en Coupe de France).

## Palmarès
- Champion de France de D2 en 1954 avec l'OL